# Lägg i varandras händer fred
Lägg i varandras händer fred är en psalm vars text är skriven av Fred Kaan och översatt till svenska av Per Harling. Musiken är en engelsk traditionell melodi som har arrangerats av Fride Gustafsson.

## Publicerad som
- Nr 831 i Psalmer i 2000-talet under rubriken "Människosyn, människan i Guds hand".
- Nr 885 i Sång i Guds värld Tillägg till Svensk psalmbok för den evangelisk-lutherska kyrkan i Finland 2015 under rubriken "Kärlekens utmaning".